# Governo Bettel-Lenert-Bausch
Il Governo Bettel-Lenert-Bausch (meglio noto come Governo Bettel II e, prima del 5 gennaio 2022, come Bettel-Kersch-Bausch, mentre, fino all'11 ottobre 2019, come Bettel-Schneider-Braz e, fino al 4 febbraio 2020, Bettel-Schneider-Bausch) è stato il governo in carica del Lussemburgo dal 5 dicembre 2018 al 17 novembre 2023.

## Storia

### Formazione
Guidato dal Primo ministro liberale Xavier Bettel, il governo è costituito e appoggiato da una coalizione centrista, detta "gambiana" per via dei colori dei partiti membri, che ricordano quelli della bandiera del Gambia, fra il Partito Operaio Socialista Lussemburghese (LSAP), il Partito Democratico (DP) e I Verdi (Gréng); insieme, questi dispongono di 31 deputati su 60, ovvero il 51,6% dei seggi della Camera dei deputati.
Questo governo si è formato dopo le elezioni legislative del 2018, e succede al governo Bettel-Schneider (o Governo Bettel I). 
Il Primo ministro e il suo esecutivo assunsero ufficialmente le loro funzioni il 5 dicembre; il socialista Etienne Schneider venne coadiuvato nelle sue funzioni di vice-Primo ministro dall'ecologista Félix Braz.

### Problemi di salute del vice-primo ministro Braz e rimpasto politico
Il 22 agosto 2019, il vice-primo ministro Braz fu vittima di un attacco cardiaco in Belgio, durante le vacanze; per questo, fu costantemente ricoverato in terapia intensiva e non poté esercitare le sue funzioni di Ministro. 
Durante il primo Consiglio dei Ministri dal rientro dalla pausa estiva (che si tenne il 6 settembre), il Primo ministro Bettel informò, d'accordo con il partito dei Verdi, che il Granduca aveva firmato un Decreto granducale che avrebbe attribuito temporaneamente il Ministero della Giustizia alla Ministra Sam Tanson; il partito, dunque, approvava anche la nomina di Henri Kox per riassegnare il portafoglio degli Alloggi, lasciato vacante da quest'ultima. 
Il rimpasto di governo, presentato dal primo ministro al Granduca, viene approvato l'11 ottobre.

### Dimissioni
In seguito alla fine naturale della legislatura ed allo svolgimento di nuove elezioni nell’ottobre del 2023, il governo rassegna, secondo la Costituzione del Lussemburgo, le proprie dimissioni.

## Situazione parlamentare
| Camera              | Collocazione | Partiti                            | Seggi   |
| ------------------- | ------------ | ---------------------------------- | ------- |
| Camera dei Deputati | Maggioranza  | DP (12), LSAP (10), DG (9)         | 31 / 60 |
| Camera dei Deputati | Opposizione  | CSV (21), ADR (4), PPL (2), DL (2) | 29 / 60 |

## Composizione
| Carica | Titolare                                           | Titolare                              | Titolare                                    | Partito |
| --- | -------------------------------------------------- | ------------------------------------- | ------------------------------------------- | ------- |
| Primo ministro Ministro di Stato Comunicazione e Media Culti Digitalizzazione Riforma amministrativa      |                                                    |                                       | Xavier Bettel                               | DP      |
| Primo Vice-Primo ministro                                                                                 |                                                    |                                       | Etienne Schneider (fino al 4 febbraio 2020) | LSAP    |
| Primo Vice-Primo ministro                                                                                 | Dan Kersch (dal 4 febbraio 2020 al 5 gennaio 2021) |                                       |                                             | LSAP    |
| Primo Vice-Primo ministro                                                                                 | Paulette Lenert (dal 5 gennaio 2022)               |                                       |                                             | LSAP    |
| Secondo Vice-Primo ministro                                                                               |                                                    |                                       | Félix Braz (fino all'11 ottobre 2019)       | Gréng   |
| Secondo Vice-Primo ministro                                                                               | François Bausch (dall'11 ottobre 2019)             |                                       |                                             | Gréng   |
| Cooperazione e Azione umanitaria Economia                                                                 |                                                    |                                       | Etienne Schneider (fino al 4 febbraio 2020) | LSAP    |
| Cooperazione e Azione umanitaria Economia                                                                 |                                                    | Franz Fayot (dal 4 febbraio 2020)     |                                             | LSAP    |
| Protezione dei consumatori Sanità Delega alla Sicurezza sociale                                           |                                                    |                                       | Etienne Schneider (fino al 4 febbraio 2020) | LSAP    |
| Protezione dei consumatori Sanità Delega alla Sicurezza sociale                                           |                                                    | Paulette Lenert (dal 4 febbraio 2020) |                                             | LSAP    |
| Giustizia Cultura                                                                                         |                                                    |                                       | Félix Braz (fino al 6 settembre 2019)       | Gréng   |
| Giustizia Cultura                                                                                         |                                                    | Sam Tanson (dal 6 settembre 2019)     |                                             | Gréng   |
| Affari esteri ed europei Immigrazione e Asilo                                                             |                                                    |                                       | Jean Asselborn                              | LSAP    |
| Agricoltura, Viticoltura e Sviluppo rurale Sicurezza sociale                                              |                                                    |                                       | Romain Schneider                            | LSAP    |
| Agricoltura, Viticoltura e Sviluppo rurale Sicurezza sociale                                              | Claude Haagen                                      |                                       |                                             | LSAP    |
| Difesa Mobilità e lavori pubblici                                                                         |                                                    |                                       | François Bausch                             | Gréng   |
| Finanze                                                                                                   |                                                    |                                       | Pierre Gramegna (fino al 5 gennaio 2022)    | DP      |
| Finanze                                                                                                   | Yuriko Backes (dal 5 gennaio 2022)                 |                                       |                                             | DP      |
| Sport Lavoro, impiego ed economia sociale e solidale                                                      |                                                    |                                       | Dan Kersch (fino al 5 gennaio 2022)         | LSAP    |
| Sport Lavoro, impiego ed economia sociale e solidale                                                      | Georges Engel (dal 5 gennaio 2022)                 |                                       |                                             | LSAP    |
| Istruzione nazionale, Infanzia e Gioventù Insegnamento superiore e Ricerca                                |                                                    |                                       | Claude Meisch                               | DP      |
| Famiglia ed Integrazione Grande Regione                                                                   |                                                    |                                       | Corinne Cahen                               | DP      |
| Ambiente, Clima e Sviluppo sostenibile                                                                    |                                                    |                                       | Carole Dieschbourg                          | Gréng   |
| Funzione pubblica Relazioni con il Parlamento Delega alla digitalizzazione ed alla riforma amministrativa |                                                    |                                       | Marc Hansen                                 | DP      |
| Sviluppo del territorio Energia                                                                           |                                                    |                                       | Claude Turmes                               | Gréng   |
| Alloggi Delega alla Sicurezza interna e alla Difesa                                                       |                                                    |                                       | Sam Tanson (fino all’11 ottobre 2019)       | Gréng   |
| Alloggi Delega alla Sicurezza interna e alla Difesa                                                       |                                                    | Henri Kox (dall’11 ottobre 2019)      |                                             | Gréng   |
| Uguaglianza tra Donne e Uomini Interni                                                                    |                                                    |                                       | Taina Bofferding                            | LSAP    |
| Classi medie Turismo                                                                                      |                                                    |                                       | Lex Delles                                  | DP      |